# 哈茨足球俱乐部
中洛錫安哈茨足球俱乐部（英語：Heart of Midlothian Football Club），簡稱哈茨（英語：Hearts），是一家蘇格蘭足球俱乐部，為愛丁堡市兩支球會之一（另一支為），主場位於泰因河城堡球场（Tynecastle Stadium）。

## 球會歷史
中洛錫安赫斯足球會成立於1874年，名字取自創立成員常到當地的皇家英里舞厅（Royal Mile Dance Hall），而舞厅的名字則來自沃尔特·司各特爵士的同名小說《中洛錫安之心》（The Heart of Midlothian）。在愛丁堡市內遷移數地後最終在1881年搬到佐治區（Gorgie），五年後（1886年）遷進現時的泰因河城堡球场。

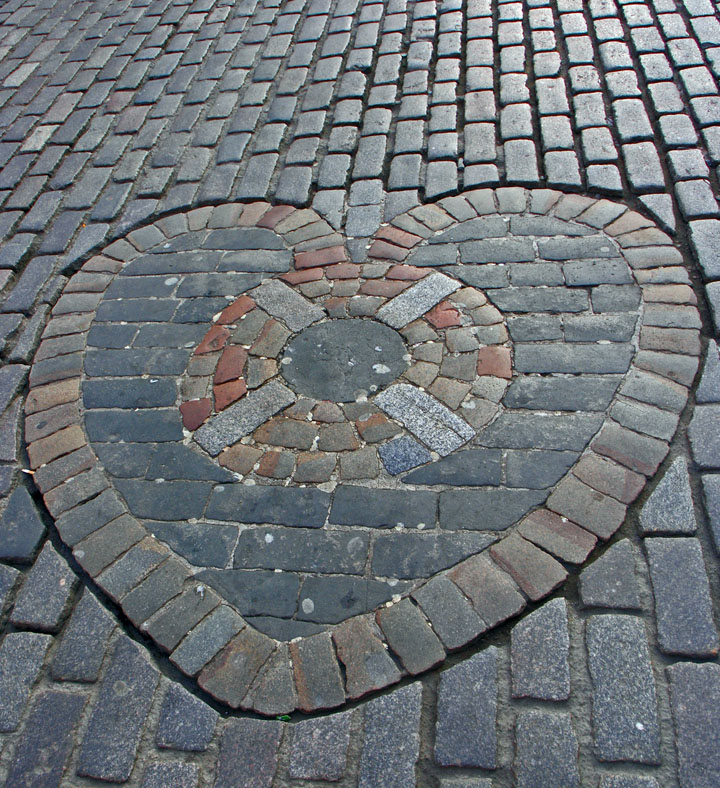
中洛錫安之心

赫斯是蘇格蘭聯賽在1890年成立時的創始成員，亦是唯一的蘇格蘭東部球隊。在1895年至1906年之間接連取得兩屆聯賽及四次蘇格蘭杯冠軍。
在第一次世界大戰期間整隊赫斯十六名球員自願參軍，數以千計的球迷追隨，七名隊員在戰爭中被害，戰後只有少數隊員能在戰壕中重回球場作賽。每年的陣亡將士紀念日（Remembrance Sunday）市民都會到乾草市場（Haymarket）紀念碑前悼念為國捐軀的英靈。
赫斯自1906年奪得蘇格蘭杯後，整整五十年沒有獲得重要錦標。在湯美·獲加（Tommy Walker）領導下在1956年重奪蘇格蘭杯，兩年後（1957-58年）以破紀錄的34場比賽得62分，射入132球獲得聯賽冠軍，1959-60年再奪冠軍。期間赫斯四奪聯賽杯冠軍。
渡過黃金歲月後，赫斯成績開始下滑，更於七十年代末及八十年代初三度跌出頂級聯賽行列。1983年赫斯重回蘇超，在新任主席華萊士·梅沙（Wallace Mercer）及領隊阿歷斯·麥當奴（Alex MacDonald）領導下重振雄風，在1986年差點點而未能奪冠，在聯賽最後一輪比賽，戰果是赫斯見負於登地，而些路迪作客5-0大破聖美倫，以得失球差壓過赫斯奪得冠軍。赫斯於1988年再次僅能奪得亞軍。自此以後因經濟問題，赫斯如同其他蘇格蘭球隊一般，被號稱“老字號”的些路迪及格拉斯哥流浪遠遠拋離。
突破終於來臨，1998年在占·謝菲斯（Jim Jefferies）帶領下，赫斯再一次奪得蘇格蘭杯冠軍，以2-1在些路迪公園球場（Celtic Park）擊敗格拉斯哥流浪。但以後數年赫斯不穩定的表現，球會的經濟困難及因波士文裁決而大將星散，令到謝菲斯在2000年諳然下台。2000年12月前隊長格列·尼雲 （Craig Levein）走馬上任，在財困下大力提升青年球員，重拾信心的赫斯接連在聯賽取得季軍及取的歐洲足協杯的參賽席位，更能晉級分組賽階段。但格列·尼雲在2004年10月辭職轉投英冠聯球隊莱斯特城，赫斯急忙從恩華尼斯召回傳奇射手約翰·羅拔臣（John Robertson）擔任領隊。
立陶宛富豪羅曼諾夫（Vladimir Romanov）在2005年2月正式從萊斯利·迪恩斯（Leslie Deans）及基斯·羅便臣（Chris Robinson）手上收購赫斯29.9%的股權，成為大股東。羅拔臣在執教六個月後，因成績未如理想（聯賽排名第五）及新人事新作風下而被撤換。
羅曼諾夫首先成功從蘇格蘭欖球總會手上搶走菲爾·安達頓（Phil Anderton）成為赫斯的行政總裁，再聘請前葉士域治及打比郡領隊佐治·貝利（George Burley）任教，有人將「赫斯、羅曼諾夫、安達頓及貝利」的組合比喻為蘇格蘭版本的「車路士、阿巴莫域治、簡朗及摩連奴」。

### 十月革命
2005年10月21日，羅曼諾夫從球隊主席福勞克斯及關連人士手上增購25.6%股權，使其擁有55.5%控制股權並提出每股35便士全面收購赫斯。在羅曼諾夫宣佈全面收購及私有化赫斯後一日，佐治貝利以“與董事局有不可調和的分歧”為理由而辭職，由教練麥克葛林出任暫代領隊。在10月最後一日，行政總裁菲爾·安達頓被辭退，一直支持羅曼諾夫的主席福基斯亦同時呈辭，由羅曼諾夫的兒子洛文·羅曼諾夫出任主席。11月8日赫斯宣佈前名將及前領隊格拉咸·歷斯出任主教練，負責球隊的訓練工作，合約至本季尾，預計兩星期內將安排一個新的足球總監負責球隊包括買賣球員的日常營運工作。歷斯曾因在1999年與未成年少女發生性行為而入獄，保守的蘇格蘭球迷甚為抗拒。11月25日委任坎貝爾·奧基維爾為秘書長及總經理，奧基維爾在工作二十七年，在今年九月董事會改組後才退出行政職務，現任蘇格蘭足球總會第二副主席，赫斯仍在找尋足球總監的人選。2006年2月13日宣佈前及領隊為新任足球總監。第廿五輪作客1-1戰平後有流言指正選及後備球員全由班主羅曼諾夫所挑選。由於羅曼諾夫對新年大增人腳後的成績極不滿意，於3月22日宣佈解僱領隊歷斯，足球總監杜菲亦同時被解除職務，由教練瓦爾達斯·伊万納斯卡斯暫代領隊，麥克葛林從傍協助。

### 立陶宛班主
通過羅曼諾夫財力支持及其擁有的另一支球隊立陶宛的，貝利得以在2005-06年球季展開前增兵，引入多員有實力的東歐球員，赫斯開季成績優異，取得八連勝，包括主場大勝同市死敵4-0及1-0擊敗衛冕冠軍格拉斯哥流浪，但第九輪比賽作客，早段已有門將哥頓被逐兼失十二碼，只能以十人應戰，加上下半場一球烏龍球以0-2落後，末段力追，憑隊長比斯利梅開二度，2-2完場，保持不敗，聯賽九戰得廿五分仍排名榜首。但聯賽杯在第二輪卻被暫時排名榜末的所淘汰。在第十三輪比賽作客以0-2負於同市宿敵被打破聯賽不敗身，更以得失球差被趕過，聯賽首次跌落第二位。在2006年轉會窗期間大手增加11名球員（其中五名透過卡奧拿斯借用）希望爭取更好成績。4月2日以4-0擊敗喜百年晉身蘇格蘭杯決賽，決賽將會對乙組聯賽準冠軍格雷纳。5月13日在蘇格蘭杯決賽加時後與格雷那1-1平手，十二碼4-2擊敗對手奪標。赫斯在聯賽最終力保次席，獲得來季歐聯參賽資格，亦是首支蘇格蘭非「老字號」球隊出戰歐聯。

## 球員
| 号码 | 国籍           | 球员                                | 年龄           | 前属球会               |
| 门将 | 门将           | 门将                                | 门将           | 门将                   |
| ---- | -------------- | ----------------------------------- | -------------- | ---------------------- |
| 1    | 蘇格蘭         | 克莱格·戈登（Craig Gordon）         | 1982年12月31日 | 凯尔特人               |
| 28   | 蘇格蘭         | 詹德·克拉克                         | 1992年6月26日  | 圣约翰斯顿             |
| 后卫 |                |                                     |                |                        |
| 2    | 英格兰         | 弗兰基·肯特                         | 1995年9月21日  | 彼得伯勒联             |
| 3    | 蘇格蘭         | 史提芬·金斯利                       | 1994年7月23日  | 赫尔城                 |
| 4    | 蘇格蘭         | 克雷格·哈爾克特                     | 1995年5月29日  | 利文斯顿               |
| 5    | 奥地利         | 彼得·哈林                           | 1993年6月2日   | 里德                   |
| 13   | 澳大利亚       | 纳撒尼尔·阿特金森                   | 1999年6月13日  | 墨尔本城               |
| 15   | 澳大利亚       | 凯·罗莱斯                           | 1998年6月24日  | 中岸水手               |
| 19   | 英格兰         | 阿歷士·科克倫                       | 2000年4月21日  | 布莱顿                 |
| 21   | 英格兰         | 托比·薛比歷                         | 1999年5月23日  | 巴恩斯利               |
| 29   | 英格兰         | 奥德卢加·奥菲亚                     | 2002年10月26日 | 布莱顿                 |
| 81   | 牙买加         | 德克斯特·伦比基萨                   | 2003年11月4日  | 狼队                   |
| 中场 |                |                                     |                |                        |
| 6    | 刚果民主共和国 | 貝尼·巴寧格密                       | 1998年9月9日   | 埃弗顿                 |
| 7    | 英格兰         | 豪尔赫·格兰特                       | 1994年12月19日 | 彼得伯勒联             |
| 8    | 澳大利亚       | 卡莱姆·尼乌文霍夫                   | 2001年2月17日  | 西悉尼流浪者           |
| 14   | 澳大利亚       | 卡梅隆·德夫林                       | 1998年6月7日   | 纽卡斯尔联喷气机       |
| 16   | 蘇格蘭         | 安迪·哈里德雷（Andy Halliday）      | 1991年10月11日 | 格拉斯哥流浪           |
| 17   | 蘇格蘭         | 阿倫·福雷斯特                       | 1996年9月9日   | 利文斯顿               |
| 18   | 蘇格蘭         | 巴利·麥基                           | 1994年12月30日 | 斯旺西城               |
| 22   | 蘇格蘭         | 艾丹·丹霍尔姆                       | 2003年11月9日  | 青年队                 |
| 24   | 蘇格蘭         | 芬利·波洛克                         | 2004年6月27日  | 青年队                 |
| 25   | 蘇格蘭         | 麦考利·泰特                         | 2005年8月27日  | 青年队                 |
| 29   | 蘇格蘭         | 斯科特·福瑞澤                       | 1995年3月30日  | 查尔顿竞技             |
| 前锋 |                |                                     |                |                        |
| 9    | 蘇格蘭         | 劳伦斯·尚克兰（Lawrence Shankland） | 1995年8月10日  | 皇家安特卫普贝尔斯霍特 |
| 10   | 北爱尔兰       | 利亞姆·博伊斯（Liam Boyce）         | 1991年4月8日   | 伯頓                   |
| 11   | 日本           | 小田裕太郎（Yutaro Oda）            | 2001年8月12日  | 神戶勝利船             |
| 30   | 日本           | 田川亨介（Kyosuke Tagawa）          | 1999年2月11日  | FC東京                 |
| 77   | 哥斯达黎加     | 肯尼斯·巴尔加斯                     | 2002年4月17日  | 埃雷迪亚诺             |

## 球會榮譽
| 榮譽                  | 次數        | 年度                                                             |
| 聯 賽 比 賽           | 聯 賽 比 賽 | 聯 賽 比 賽                                                      |
| --------------------- | ----------- | ---------------------------------------------------------------- |
| 甲組聯賽(頂級) 冠軍   | 4           | 1894-95年, 1896-97年, 1957-58年, 1959-60年。                     |
| 甲組聯賽(第二級) 冠軍 | 1           | 1979-80年。                                                      |
| 杯 賽 比 賽           |             |                                                                  |
| 蘇格蘭杯 冠軍         | 8           | 1891年, 1896年, 1901年, 1906年, 1956年, 1998年, 2006年, 2012年。 |
| 聯賽杯 冠軍           | 4           | 1955年, 1959年, 1960年, 1963年。                                 |

## 附屬球會
- MTZ列普

## 外部連結
赫斯足球會官方網站（页面存档备份，存于）